# RankBrain
RankBrain es un algoritmo que aprende el sistema de inteligencia artificial, cuyo uso fue confirmado por Google el 26 de octubre de 2015.  Ayuda a Google a procesar los resultados de búsqueda y proporcionar resultados de búsqueda más relevantes para los usuarios. En una entrevista de 2015, Google comentó que RankBrain era el tercer factor más importante en el algoritmo de clasificación junto con enlaces y contenido. A partir de 2015, "RankBrain se utilizó para menos del 15% de las consultas". Los resultados muestran que RankBrain produce resultados que están dentro del 10% del equipo de ingenieros del motor de búsqueda de Google.
Si RankBrain ve una palabra o frase con la que no está familiarizado, la máquina puede adivinar qué palabras o frases pueden tener un significado similar y filtrar el resultado en consecuencia, lo que lo hace más efectivo al manejar consultas de búsqueda nunca antes vistas. o palabras clave. Las consultas de búsqueda se clasifican en vectores de palabras, también conocidos como "representaciones distribuidas", que se encuentran cercanas entre sí en términos de similitud lingüística. RankBrain intenta mapear esta consulta en palabras (entidades) o grupos de palabras que tienen la mejor posibilidad de igualarla. Por lo tanto, RankBrain intenta adivinar qué significan las personas y registra los resultados, lo que adapta los resultados para proporcionar una mejor satisfacción del usuario.
Hay más de 200 factores de clasificación diferentes  que conforman el algoritmo de clasificación, cuyas funciones exactas en el algoritmo de Google no se divulgan por completo. Detrás del contenido y los enlaces,  RankBrain se considera la tercera señal más importante para determinar el ranking en la búsqueda de Google. Aunque Google no ha admitido ningún orden de importancia, solo que RankBrain es una de las tres señales de ranking de búsqueda más importantes. Cuando no está conectado, RankBrain recibe lotes de búsquedas anteriores y aprende haciendo coincidir los resultados de búsqueda. Los estudios mostraron cómo RankBrain mejor interpretó las relaciones entre las palabras. Esto puede incluir el uso de palabras de finalización en una consulta de búsqueda ("el", "y", sin ", etc.) - palabras que históricamente fueron ignoradas previamente por Google, pero a veces son de gran importancia para comprender completamente el significado o la intención detrás la consulta de búsqueda de una persona. También es capaz de analizar patrones entre búsquedas que están aparentemente desconectadas, para comprender cómo esas búsquedas son similares entre sí.  Una vez que el equipo de Google verifica los resultados de RankBrain, el sistema se actualiza y vuelve a funcionar.

Google ha declarado que utiliza Unidad de procesamiento tensorial (TPU) Circuito integrado de aplicación específica para procesar las solicitudes de RankBrain.

## Impacto en el marketing digital
RankBrain ha permitido a Google acelerar las pruebas algorítmicas que hace para las categorías de palabras clave para tratar de elegir el mejor contenido para cualquier búsqueda de palabras clave en particular. Esto significa que los métodos antiguos de jugar en las clasificaciones con señales falsas son cada vez menos efectivos y que el contenido de más alta calidad desde una perspectiva humana se clasifica más alto en Google.